# Ембер Валетта
Ембер Еванджелін Валетта (англ. Amber Evangeline Valletta; нар. 9 лютого 1974) — американська топмодель, телеведуча та акторка, одна з найвисокооплачуваніших фотомоделей 1990-х.

## Біографія
Народилася у Фініксі, Аризона. У дитинстві хотіла стати соціологинею або працювати в соціальній сфері.
Вирушила до Мілана, де знайшла першу роботу в італійському «Vogue». Після цього була обкладинка для французького «Elle», яку зняв фотограф Ганс Фюрер.
Ембер Валента переїжджає до Парижа і стає сенсацією.

### Кар'єра
Брала участь у низці престижних рекламних кампаній для Prada, Calvin Klein, DKNY, Valentino, Armani, Alberta Ferretti, Jil Sander, Gucci, Versace та Chanel.
У вересні 1996 року стала ексклюзивним обличчям компанії «Elizabeth Arden» у всьому світі.
Ембер Валента зі своєю подругою Шалом Гарлоу зайняли місце Сінді Кроуфорд на MTV's «House of Style».
У листопаді 1995 року організувала «Supermodels Stepping Out Against Hunger» показ моди для «Tulsa Community Food Bank» у своєму рідному містечку.

## Особисте життя
Перший шлюб з моделлю Ерві Лі Біханом протривав два роки.
Другий чоловік — олімпійський чемпіон з волейболу Крістіан Маккау. 2000 року народила сина Одена.

## Фільмографія

### Фільми
| Рік  |     | Українська назва    | Оригінальна назва              | Роль                        |
| ---- | --- | ------------------- | ------------------------------ | --------------------------- |
| 1995 | док |                     | Unzipped                       | у ролі самої себе           |
| 2000 | ф   | Що приховує брехня  | What Lies Beneath              | Медісон Елізабет Франк      |
| 2000 | ф   | Сім'янин            | The Family Man                 | Паула                       |
| 2001 | ф   | Парфум              | Perfume                        | Блер                        |
| 2001 | ф   |                     | Max Keeble's Big Move          | місс Дінман                 |
| 2003 | ф   | Дюплекс             | Duplex                         | Селіна                      |
| 2004 | ф   | Модна матуся        | Raising Helen                  | Мартіна                     |
| 2005 | ф   | Метод Хітча         | Hitch                          | Аллегра Коул                |
| 2005 | ф   | Перевізник 2        | Transporter 2                  | Одрі Біллінгс               |
| 2006 | ф   | Марнотратники життя | Man About Town                 | Бринн Ліллі                 |
| 2006 | ф   | Востаннє            | The Last Time                  | Белісса                     |
| 2007 | ф   | Мертва тиша         | Dead Silence                   | Елла Ешен                   |
| 2007 | ф   | Передчуття          | Premonition                    | Клер                        |
| 2007 | ф   |                     | My Sexiest Year                | Марина                      |
| 2008 | ф   |                     | Days of Wrath                  | Джейн Саммерс               |
| 2009 | ф   | Геймер              | Gamer                          | Енджі                       |
| 2009 | ф   | Шпигун по сусідству | The Spy Next Door              | Джилліан                    |
| 2011 | ф   |                     | Girl Walks into a Bar          | Камілла                     |
| 2017 | ф   |                     | Double Dutchess: Seeing Double | Ембер (розділ "M.I.L.F. $") |

### Телебачення
| Рік       |   | Українська назва             | Оригінальна назва             | Роль                                              |
| --------- | - | ---------------------------- | ----------------------------- | ------------------------------------------------- |
| 2003      | с |                              | Revenge                       | Сара (Епізод: "Something for Everyone")           |
| 2005      | с |                              | Punk'd                        | у ролі самої себе (Епізод: "#6.4")                |
| 2009      | с |                              | State of the Union            | у ролі самої себе (Епізод: "#2.2")                |
| 2011—2014 | с | Помста                       | Revenge                       | Лідія Девіс (15 епізодів)                         |
| 2014      | с | Легенди                      | Legends                       | Соня Одум (10 епізодів)                           |
| 2015      | с | Кралі в Клівленді            | Hot in Cleveland              | Ешлі (Епізод: "Scandalous")                       |
| 2015      | с | Кров та нафта                | Blood & Oil                   | Карла Бріггс (10 епізодів)                        |
| 2018      | с |                              | Movie Night With Karlie Kloss | у ролі самої себе (Епізод: "Hitch")               |
| 2019      | с | Королівські перегони Ру Пола | RuPaul's Drag Race            | у ролі самої себе (Епізод: "From Farm to Runway") |

### Музичні відео
| Рік  | Назва                 | Виконавець |
| ---- | --------------------- | ---------- |
| 2008 | Yes We Can            | Will.i.am  |
| 2016 | M.I.L.F. $            | Fergie     |
| 2016 | Blue Ain't Your Color | Кіт Урбан  |